# Północny (Arktyczny) Uniwersytet Federalny im. M.W. Łomonosowa
Północny (Arktyczny) Uniwersytet Federalny im. M.W. Łomonosowa (ros. Северный (Арктический) федеральный университет имени М. В. Ломоносова, САФУ) – rosyjski uniwersytet w Archangielsku; powstał 8 czerwca 2010 na mocy rozporządzenia prezydenta Federacji Rosyjskiej Dmitrija Miedwiediewa na bazie Archangielskiego Instytutu Leśnictwa (od 1994 funkcjonującego pod nazwą „Archangielski Państwowy Uniwersytet Techniczny”), założonego w 1929. Roczny budżet tego uniwersytetu (dotacja celowa) wynosi około 60 mln RUB.

## Historia
1929 – Archangielski Instytut Leśnictwa,
1994 – Archangielski Państwowy Uniwersytet Techniczny,
2009 – obecna nazwa.

## Program dydaktyczny i misja uniwersytetu
Misją Uniwersytetu jest budowa konkurencyjnego kapitału ludzkiego w Północno-Zachodnim Okręgu Federalnym poprzez tworzenie i wdrażanie innowacyjnych usług w perspektywie rozwoju obszarów północnych Federacji Rosyjskiej. Ma on z założenia koncentrować się na edukacji i badaniach naukowych w dziedzinie górnictwa, w tym wydobywania ropy naftowej i gazu ziemnego, jak również w dziedzinie gospodarki leśnej. Jego misją są również badania naukowe w obszarze technologii wykorzystywanych w gospodarce morskiej, w sektorze informacyjnym i komunikacyjnym; jego celem – zbudowanie skutecznego systemu bezpieczeństwa ekologicznego na północy kraju oraz w Arktyce. Wśród kierunków kształcenia nie pominięto również tych związanych z naukami humanistycznymi. Głównym celem Północnego (Arktycznego) Uniwersytetu Federalnego im. M.W. Łomonosowa jest ochrona interesów geopolitycznych i wzmocnienie pozycji gospodarczej Rosji w Europie Północnej i Arktyce.

## Struktura
- Instytut Matematyki, Informatyki i Technologii Kosmicznych
- Korespondencja Finansowa i Instytut Ekonomiczny
- Instytut Nauk Przyrodniczych i Biomedycyny
- Instytut Zintegrowanego Bezpieczeństwa
- Instytut Badań Biomedycznych
- Instytut Nafty i Gazu
- Instytut Pedagogiki i Psychologii
- Instytut Nauk Społecznych, Politycznych i Humanistycznych
- Instytut Budownictwa i Architektury
- Instytut Chemii Czystej i Stosowanej
- Instytut Kultury Fizycznej, Sportu i Zdrowia
- Instytut Filologii i Komunikacji Międzykulturowej
- Instytut Ekonomii i Zarządzania
- Instytut Energii i Transportu
- Instytut Leśnictwa
- Instytut Prawa
- Instytut Nauk Humanistycznych – Oddział w Siewierodwińsku
- Instytut Przemysłu Stoczniowego i Arktycznej Gospodarki Morskiej – Oddział w Siewierodwińsku[7]

## Studia doktoranckie
Uniwersytet prowadzi studia doktoranckie na kierunkach:
- nauki ekonomiczne (studia w języku rosyjskim);
- nauki filologiczne (studia w języku rosyjskim);
- nauki o ziemi (studia w języku rosyjskim);
- nauki pedagogiczne (studia w języku rosyjskim);
- nauki rolnicze (studia w języku rosyjskim);
- nauki techniczne (studia w języku rosyjskim);
- nauki filozoficzne (studia w języku rosyjskim);
- nauki prawne (studia w języku rosyjskim)[8].

## Podstawowe statystyki
Rankingi sprzed 2010 dotyczą Archangielskiego Państwowego Uniwersytetu Technicznego.
|                                            | 2012 | 2011 | 2010 |
| ------------------------------------------ | ---- | ---- | ---- |
| Webometryczny ranking uniwersytetów świata | 4255 | 6387 | –    |
| Krajowy Ranking Uniwersytetów              | 56   | 69   | 53   |

## Kampusy i budynki uniwersyteckie
Kampus w Archangielsku liczy ponad 30 budynków o różnej wielkości i wysokości. 14 instytutów ma własne budynki (pozostałe są w budynku głównym). W dodatku kampus obejmuje Kolegium Leśne, sklepy, kompleks sportowy „Budiewiestnik”, Centrum wyposażenia naukowego „Arktika”, przedszkole „Zorieńka” i ambulatorium dla studentów. W kampusie znajduje się 13 akademików i 1 hotel deluxe.

## Galeria

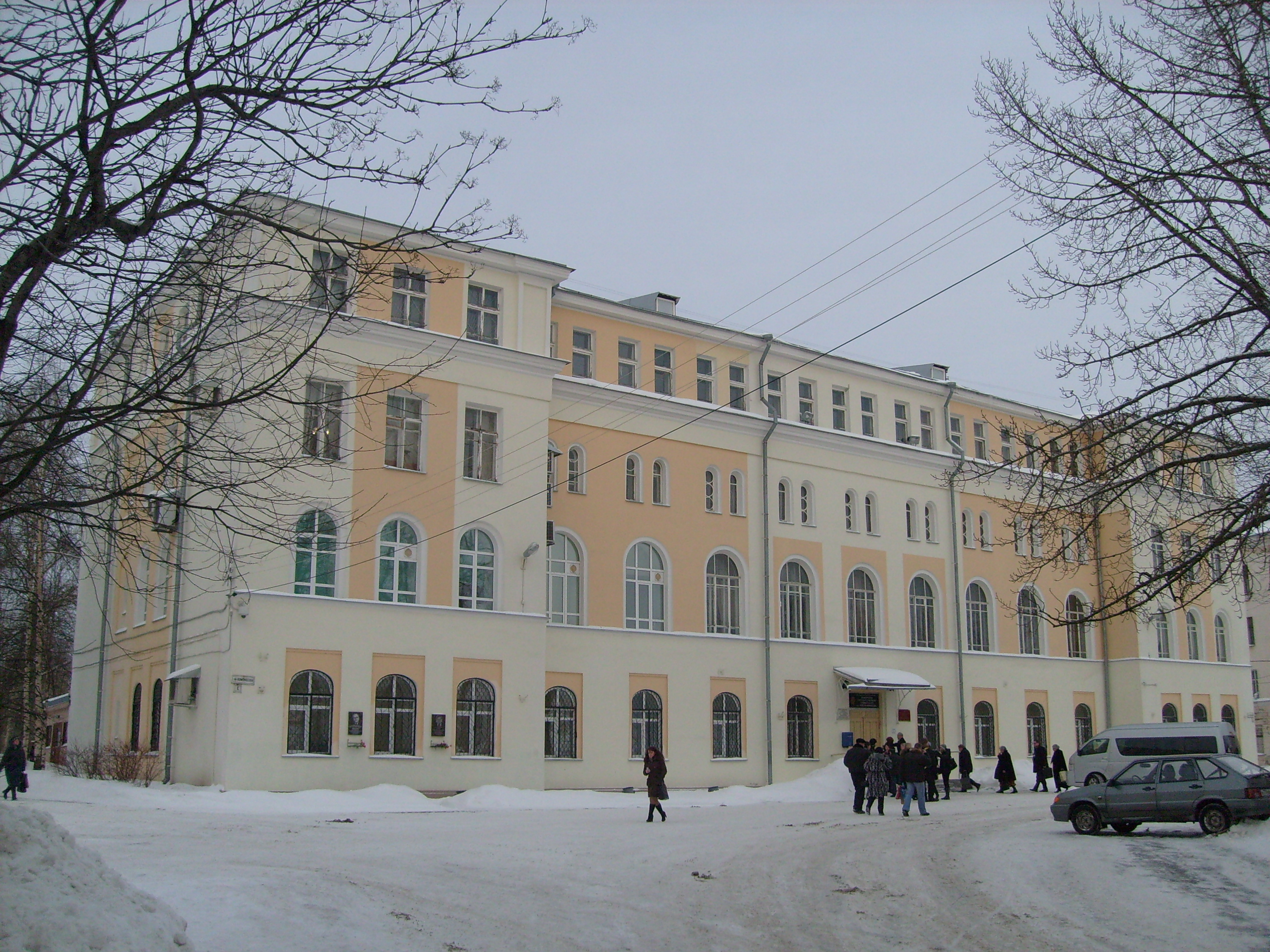
Jeden z gmachów uniwersyteckich, luty 2009
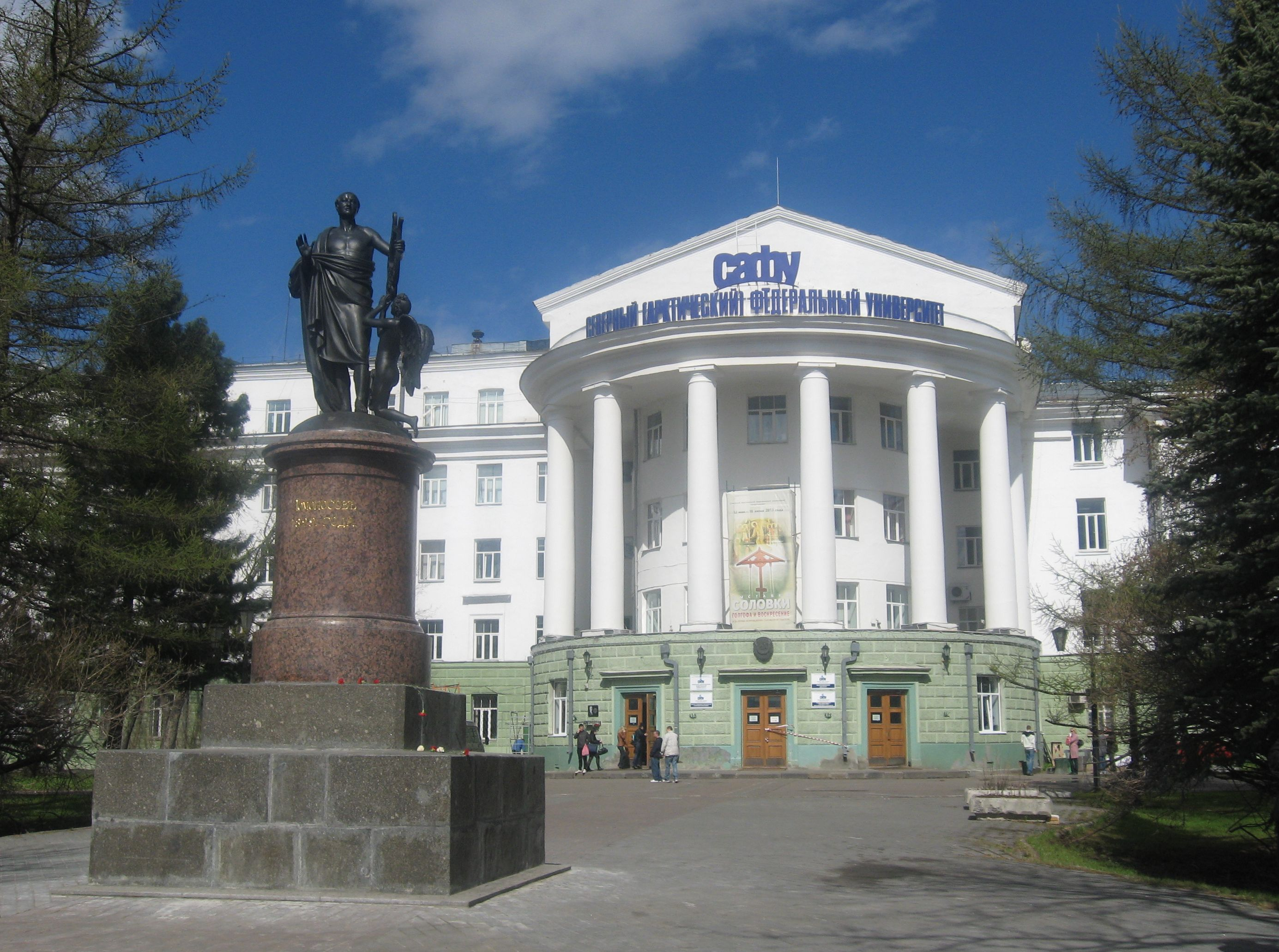
Główny budynek uniwersytecki - na pierwszym planie pomnik Michaiła Wasiljewicza Łomonosowa, maj 2011
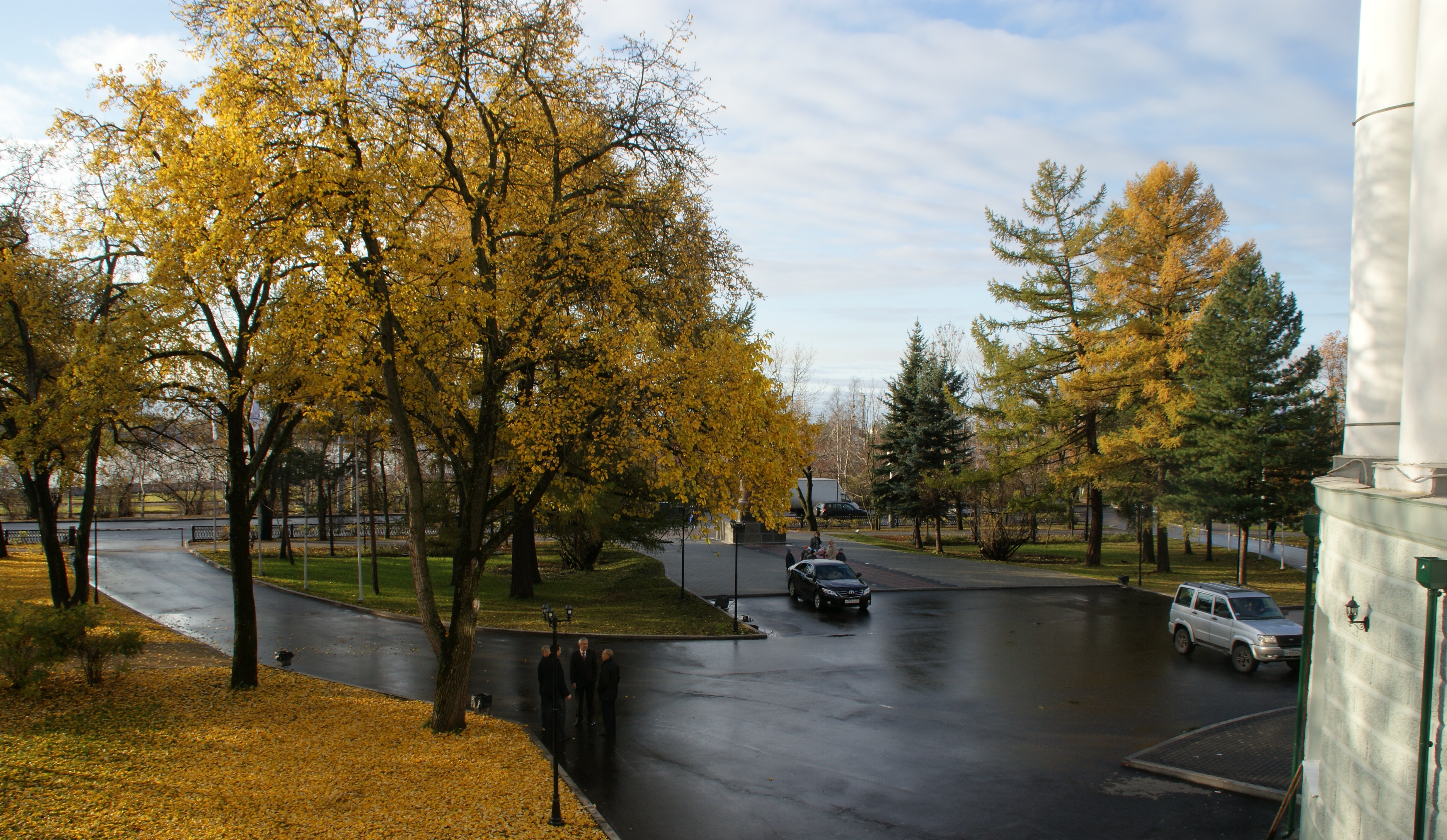
Północny (Arktyczny) Uniwersytet Federalny im. M.W. Łomonosowa – widok z głównego budynku, wrzesień 2012
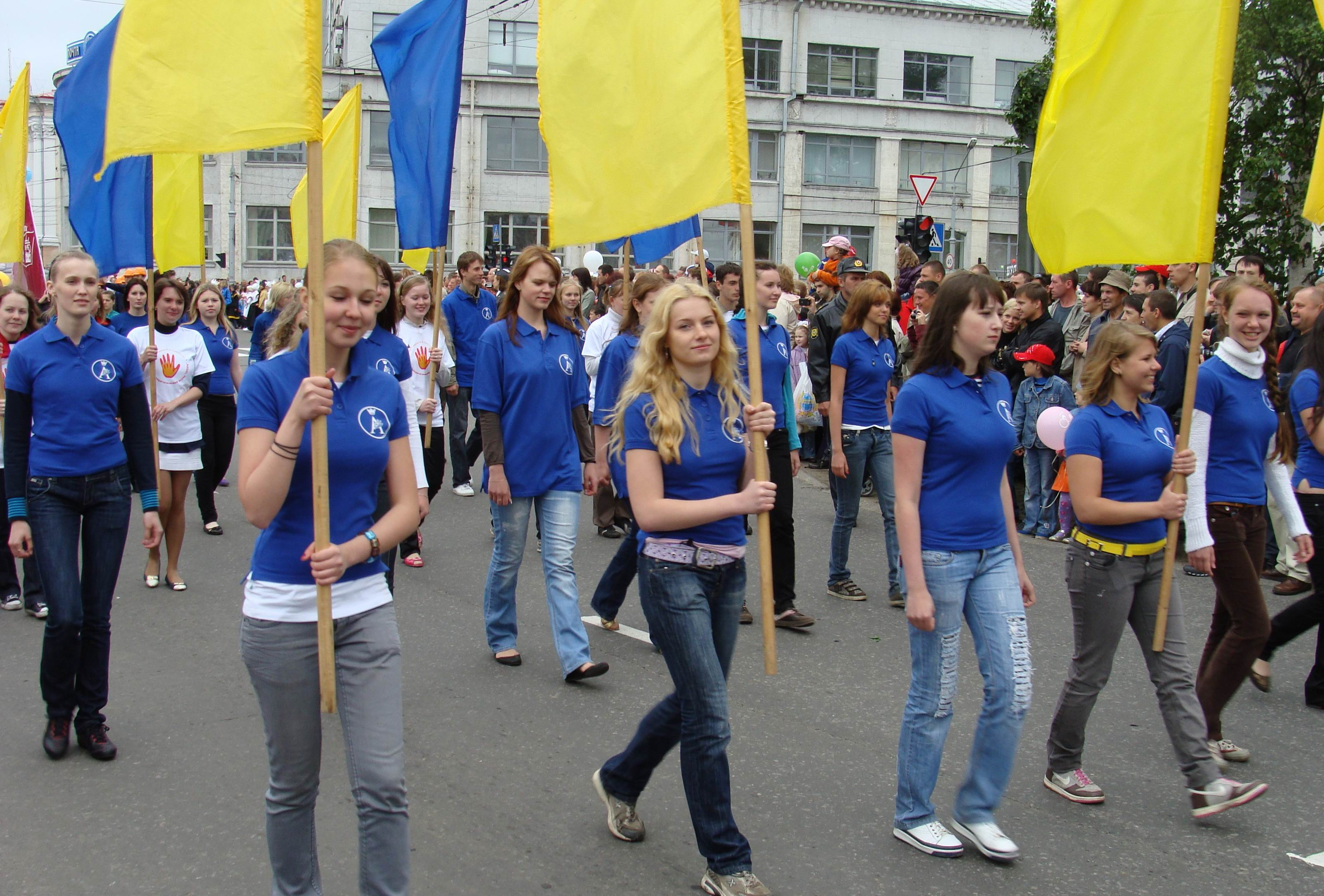
Parada studentów z okazji 425-lecia miasta Archangielska, czerwiec 2009

## Publikacje
Uniwersytet wydaje następujące czasopisma:
- Журнал «Вестник Северного (Арктического) федерального университета» ISSN 2227-6556[b], w skład którego wchodzą następujące serie wydawnicze[15]:
  - Серия «Гуманитарные и социальные науки» ISSN 2227-6564[c]
  - Серия «Естественные науки» ISSN 2227-6572[d]
  - Серия «Медико-биологические науки» ISSN 2308-3174[e]
- Лесной журнал ISSN 0536-1036[f][16]
- Журнал «Арктика и Север» ISSN 2221-2698[g][17].

## Współpraca międzynarodowa
- Finlandia: Uniwersytet Lapoński (fin. Lapin yliopisto) w Rovaniemi

- Francja: Uniwersytet Górnej Alzacji (fr. Université de Haute-Alsace) w Muluzie

- Holandia: Universiteit Twente w Enschede

- Korea Południowa: Uniwersytet Sungkyunkwan w Seulu

- Norwegia: Norweski Uniwersytet Naukowo-Techniczny, Uniwersytet w Stavanger, Norut (Północny Instytut Badawczy) w Tromsø

- Polska: Uniwersytet Jagielloński

- Stany Zjednoczone: University of Maine w Orono

- Szwecja: Uniwersytet Techniczny w Luleå (szw. Luleå tekniska universitet)

- Wielka Brytania: Uniwersytet w Dundee, Uniwersytet w Aberdeen